# Jordanella floridae
Il pesce bandiera americana (Jordanella floridae) è un pesce d'acqua dolce, unica specie del genere Jordanella, appartenente alla famiglia Cyprinodontidae.

## Distribuzione e habitat
Questo pesce è diffuso dagli Stati Uniti meridionali allo Yucatán (Messico), ma è diffuso principalmente in Florida. Vive in acque dolci e salmastre (fiumi e loro foci, stagni, laghi e acque tranquille in genere).

## Descrizione
Il corpo è ovaloide, piuttosto tozzo. Le pinne sono ampie e arrotondate. Il maschio presenta una sgargiante livrea: il dorso è verde bruno, il ventre più chiaro, con riflessi argentei; i fianchi presentano file orizzontali di scaglie colorate alternativamente di rosso e di azzurro vivo. Al centro una chiazza nera. Le pinne sono trasparenti, marezzate di rosso e blu. 

La femmina ha colorazione più smorta: fondo bruno verde, con chiazza nera e delicate file di rosso smorto. Le pinne sono appena marezzate di azzurro e rosso. 

Le dimensioni si attestano sui 6-7 cm.

## Riproduzione
La fecondazione è esterna e avviene dopo un curioso corteggiamento del maschio chiamato: "danza T". La femmina depone nel giro di qualche giorno una ventina di uova (che possono aumentare nell'allevamento in acquario) che aderiscono sulle foglie delle piante acquatiche e che vengono curate dal maschio, il quale provvede ad allontanare la femmina (che spesso tende a divorare le uova) e passa poi il tempo fino alla schiusa a pulendole e fornendo ricambi d'acqua con le pinne.  

La schiusa avviene dopo una decina di giorni: il padre abbandona la prole una volta nata.

## Comportamento
È un pesce piuttosto aggressivo verso i simili e le altre specie. Tende a mordere le pinne dei pesci che gli capitano a tiro.

## Alimentazione
Il Pesce bandiera si nutre di insetti, vermi, molluschi e detriti vegetali.

## Etimologia
Il nome del genere è un omaggio all'ittiologo americano David Starr Jordan (1851-1931)

## Acquariofilia
Specie non molto diffusa in commercio, ha comunque buona fama di pesce attraente ed interessante.
| Origine            | Stati Uniti d'America | Acqua            | dolce      |
| Durezza dell'acqua | da 10 a 15 °GH        | pH               | da 7 a 7,5 |
| Temperatura        | da 18 a 22 °C         | Volume min.      | 30 l       |
| Alimentazione      | onnivoro              | Taglia da adulto | 6-7 cm     |
| Riproduzione       | ovipara               | Zone occupate    | Tutte      |
| Socialità          | Coppia                | Difficoltà       | Media      |